# 上田利正
上田　利正（うえだ りせい、本名＝としまさ、1930年9月13日 - 2023年12月8日）は、日本の政治家。元日本社会党衆議院議員(2期)。

## 来歴
山梨県甲西町（現南アルプス市）出身。1950年甲府工業高校卒業。同年電電公社に入社。全電通山梨県委員長、山梨県労連議長などを経て、1986年の総選挙で山梨県全県区から立候補して初当選。2期務めた。1993年の総選挙に立候補せず、政界から引退する。
2001年4月の春の叙勲で勲三等に叙され、旭日中綬章を受章する。
2023年12月8日、老衰のため山梨県の介護施設で死去した。93歳没。